# مارتن د. غينسبيرغ
مارتن د. غينسبيرغ (بالإنجليزية: Martin D. Ginsburg)‏ هو محامي أمريكي، ولد في 10 يونيو 1932 في بروكلين في الولايات المتحدة، وتوفي في 27 يونيو 2010 في واشنطن العاصمة في الولايات المتحدة بسبب سرطان.